# تشارلز شامبين (سياسي)
تشارلز شامبين هو سياسي كندي، ولد في 25 يوليو 1849، وتوفي في 21 سبتمبر 1925 في مونتريال في كندا. نشط حزبياً في حزب كيبيك الليبرالي. وقد انتخب عضو الجمعية الوطنية في كيبك ‏.